# Lophocosma atriplaga
Lophocosma atriplaga är en fjärilsart som beskrevs av Otto Staudinger 1887. Lophocosma atriplaga ingår i släktet Lophocosma och familjen tandspinnare. Inga underarter finns listade i Catalogue of Life.